# Vinji Vrh, Brežice
Vinji Vrh este o localitate din comuna Brežice, Slovenia, cu o populație de 35 de locuitori.